# Телефон (рассказ)
«Телефон» — рассказ Николая Николаевича Носова.
Ши Юйцин, кандидат филологических наук, в статье «Театральная традиция в рассказах Николая Носова» показывает характерную для рассказов Н. Н. Носова «креативность персонажей проявляется также в придумывании новых игр: конкурс вранья („Фантазеры“), лепка зверей из замазки („Замазка“), строительство катка („Наш каток“), изготовление бенгальских огней („Бенгальские огни“), новое применение старых вещей („Телефон“, „Шурик у дедушки“) и т. д., что наполняет рассказы духом игры и постоянного творческого поиска».

## Персонажи
- Рассказчик — главный герой,
- Мишка — сосед Рассказчика.

## Сюжет
Два друга увидели в игрушечном магазине телефон. Захотели купить, накопили денег, взяли и дома поставили у друг друга. Со временем Мишка (а потом и Коля) сделали из телефона сначала телеграфный аппарат (по которому переговаривались с помощью азбуки Морзе), потом электрический звонок, потом и вовсе разобрали. 
Е Сунь из университета Сунь Ят-сена отмечает: «Благодаря использованию ономатопеи веселый сюжет рассказа формируется естественно и непринужденно, создавая живую непосредственность ситуации, которая заключается в следующем: героям рассказа, живущим по соседству, дома устанавливают телефоны, и они с любопытством начинают друг другу звонить, чтобы опробовать новую технику. После многократных разговоров Мишка начинает выдумывать различные фокусы, которые можно осуществить с помощью нового устройства» (Сунь, Е 2020, С.34).

## Издания
- Телефон : Рассказ : [Для дошк. возраста] / Николай Носов; [Рис. Г. Огородникова]. — М. : Дет. лит., 1987. — 19,[2] с. : цв. ил
- Телефон : Рассказ : [Для дошк. возраста] / Николай Носов; [Рис. Г. Огородникова]. — М. : Дет. лит., 1990. — 19,[2] с.
- Телефон : Рассказы : [Для мл. шк. возраста / Н. Носов; [Худож. Г. Вальк, И. Семенов]. — Ижевск : Удмуртия, 1990. — 38,[2] с.
- Телефон [Текст] : рассказы : [для среднего школьного возраста : 0+] / Николай Носов; художник Г. Огородников. — Москва : Махаон : Издание И. П. Носова, 2018. — 60, [3] с.